# Römertopf
De römertopf is een poreuze, aardewerken schaal met deksel. In deze schaal kunnen allerlei ingrediënten bereid worden.
Het gebruik van aardewerken stoofpotten stamt uit de tijd van de Romeinen. De moderne Römertopf is echter een uitvinding van de Duitse keramiekfabrikant Eduard Bay uit 1967.

## Gebruik
Voor gebruik moet de römertopf minimaal 15 minuten in koud water worden geplaatst. De schaal zal dit vocht opnemen. Door de schaal met deksel in de oven te plaatsen en deze langzaam op te warmen, ontstaat er een oven in een oven. Gedurende het bakproces zal het water verdampen, waardoor er een nevel ontstaat die de ingrediënten gaar stoomt. Hierdoor gaan vitaminen en voedingsstoffen niet verloren tijdens het kookproces. Ook is aanbakken onmogelijk, omdat het binnen de Römertopf niet heter wordt dan waterdamp. De schaal van de traditionele Römertopf is erg gevoelig voor temperatuursschommelingen en mag daarom nooit in een voorverwarmde oven worden geplaatst. Ook het plaatsen van een hete schaal (direct uit de oven) op een zeer koud oppervlak kan voor problemen zorgen; er kunnen dan barsten in het aardewerk ontstaan.
De römertopf is in allerlei vormen verkrijgbaar voor onder andere vlees, vis, aardappelen, knoflook en zelfs voor appels en is een traditioneel huwelijksgeschenk. Omdat de schaal poreus is, blijft de smaak van het gemaakte gerecht in de römertopf hangen. Het is daarom lekkerder zoete en hartige gerechten in verschillende Römertopfs te bereiden en ook een aparte schaal te gebruiken voor vis.